# Eric Elfwén

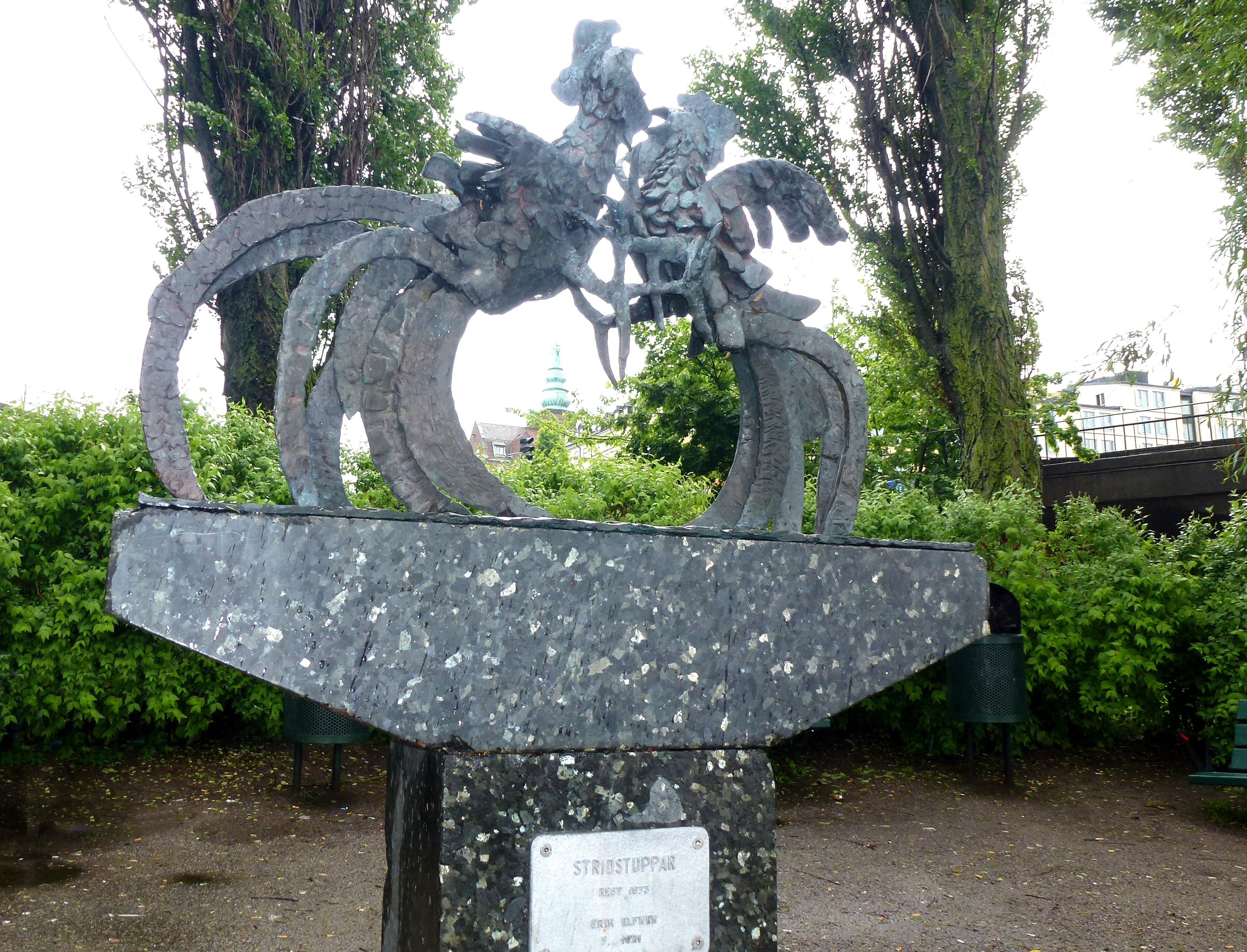
Eric Elfwéns Stridstuppar på Sjöbergsplan vid Slussen, Stockholm

Eric Ragnar Elfwén, folkbokförd Erik Elfvén, född 16 augusti 1921 i Storkyrkoförsamlingen (Sankt Nikolai) i Stockholm, död 30 december 2008 i Gamleby församling i Kalmar län, var en svensk målare, skulptör, glasmålare och designer. 
Skulpturen Stridstuppar är numera flyttad till den lilla parken mellan Heleneborgsgatan/Långholmsgatan/
Pålsundsbacken.
Eric Elfwén studerade bland annat vid Konstfack i Stockholm och vid Edvin Ollers, Grünewalds och Otte Skölds målarskolor. Han studerade glasmåleri hos Gabriel Loire i Chartres. Hans debututställning var 1944 på Gummesons konsthall.
Eric Elfwén har gjort väggmålningar, glasmålningar, altarskulptur i Gamleby kyrka 1959 samt restaureringsuppdrag för hela kyrkan  1969–1971. Hans reliefer finns uppsatta i många offentliga byggnader och hans glasmålningar i flera kyrkor. Han har också gjort konstverk i emalj och mosaik som finns i offentliga miljöer.
Han är representerad på bland annat Borås konstmuseum, Jönköpings museum, Kalmar Konstmuseum, Eskilstuna konstmuseum, Moderna Museet, Örebro läns landsting samt Victoria and Albert Museum i London. 
Eric Elfwén var gift första gången 1943–1945 med Ella Engberg (1906–2001), andra gången 1946–1950 med skådespelaren Lill-Tollie Zellman, tredje gången 1951–1958 med Georgette Sonia Grace Woudhuijsen (född 1928) och fjärde gången 1958 med konstnären Leida Rives-Elfwén (1915–1989).

## Offentliga verk i urval
- Figurer på trappräcke, zink, 1955, Biblioteket i Kristinehamn
- Stridstuppar, 1973, Sjöbergsplan, Slussen, Stockholm (tidigare utanför Sverigehuset i Kungsträdgården)
- Lekande björnungar i Finspång
- En 42 m lång skulptur till Nybodaskolan i Bollmora
- Gymnaster, Birkaskolan i Nacka
- Lekande barn
- Fontänen till Kalmar läns landstings förvaltningsbyggnad i Västervik
- Figurer på trappräcke, zink, 1955, Biblioteket i Kristinehamn
- Måsar i flykt. Skulptur i fontän på Stora Torget i Västervik.
- Altartavlan i Gamleby kyrka. Numera täckt av sentida konst, dock kvar där bakom.
- Glaskonstutsmyckning av S:ta Marias kapell i Västervik.